# 華盛頓鎮區 (密蘇里州聖克萊爾縣)
華盛頓鎮區（英語：Washington Township）是位於美國密蘇里州聖克萊爾縣的一個行政鎮區。

## 地方資料
華盛頓鎮區的面積為84.32平方千米，當中陸地面積為83.39平方千米，而水域面積為0.93平方千米。根據2020年美國人口普查的數據，當地共有人口268人，而人口密度為每平方千米3.18人。